# Cabanac-Séguenville
Cabanac-Séguenville is een gemeente in het Franse departement Haute-Garonne (regio Occitanie) en telt 128 inwoners (1999). De plaats maakt deel uit van het arrondissement Toulouse.

## Geografie
De oppervlakte van Cabanac-Séguenville bedraagt 9,8 km², de bevolkingsdichtheid is 13,1 inwoners per km².
De onderstaande kaart toont de ligging van Cabanac-Séguenville met de belangrijkste infrastructuur en aangrenzende gemeenten.

## Demografie
Onderstaande figuur toont het verloop van het inwonertal (bron: INSEE-tellingen).